# Tipula fascicula
Tipula fascicula är en tvåvingeart som beskrevs av Mannheims 1966. Tipula fascicula ingår i släktet Tipula och familjen storharkrankar. Inga underarter finns listade i Catalogue of Life.